# Fairview (Oregon)
Fairview è una città degli Stati Uniti, situata in Oregon, nella contea di Multnomah.